# インスティテューショナル・シェアホルダー・サービシーズ
インスティテューショナル・シェアホルダー・サービシーズ（Institutional Shareholder Services Inc.、ISS）は、機関投資家向けに議決権行使助言を提供する米国企業であり、グローバルで各市場向けに独自のポリシーを策定し、株主総会議案に対する賛否の推奨を行っている。
ライバルは グラスルイス 。

## 沿革
1985年に設立 。
2015年9月、SRIリサーチなどのソリューションを提供するEthix SRI Advisorsを買収。
2017年1月、ESG調査IW Financialを買収。
2017年6月、ISSはサウスポールグループの投資気候データ部門であるClimate Neutral Investments（CNI）を買収した。
2018年2月、キャッシュフローに基づく企業業績分析を提供するEVA Dimensions社を買収。
2018年3月、環境・社会・ガバナンス（ESG）の格付けとデータを提供するoekom AGを買収した。
2019年2月、キャンベラを拠点とする調査会社CAERを買収。CAERは2000年以来、投資先企業のESG方針、慣行、情報開示を監視しようとする機関投資家と協力してきた。
2020年10月、FICOサイバーリスクスコア事業を買収し、サイバーリスクの測定、管理、低減に取り組む組織を支援している。
2021年2月、米国の地方自治体市場向けにESGスコアリングを提供するACRe Data社を買収。